# 2,5-dichlooraniline
2,5-dichlooraniline (2,5-DCA) is een toxisch chloorderivaat van aniline met als brutoformule C6H5Cl2N. De stof komt voor als naaldvormige kleurloze tot bruine kristallen of schilfers met een kenmerkende geur.

## Synthese
2,5-dichlooraniline wordt bereid door de aromatische nitrering van 1,4-dichloorbenzeen tot 2,5-dichloornitrobenzeen, gevolgd door reductie van de nitrogroep tot 2,5-dichlooraniline. De synthese is analoog aan die van 3,4-dichlooraniline uitgaande van 1,2-dichloorbenzeen.

## Toepassingen
2,5-dichlooraniline is een intermediair product in de synthese van kleurstoffen, pigmenten en pesticiden.

## Toxicologie en veiligheid
De stof ontleedt bij een temperatuur van 380°C en bij verbranding met vorming van giftige dampen, waaronder stikstofoxiden en waterstofchloride.